# Eupelmus charitopoides
Eupelmus charitopoides är en stekelart som beskrevs av Girault 1916. Eupelmus charitopoides ingår i släktet Eupelmus och familjen hoppglanssteklar. Inga underarter finns listade i Catalogue of Life.